# Tatár Imre (politikus)
Tatár Imre,  Tarjányi-Tatár Imre (Tiszakürt, 1903. június 7. – Markdorf, Németország, 1995. augusztus 14.) gazdálkodó, országgyűlési képviselő (1939–1944[forrás?]).

## Élete
Tatár Imre földműves és Boldog Lídia református szülők gyermekeként született Tiszakürtön. Négy középiskolai osztályt végzett, majd hosszabb időn át gazdasági segédtisztként dolgozott. Később saját középbirtokot alakított ki, melyben szőlő-, erdő- és mezőgazdasági területek is voltak. 1929-ben csatlakozott a Mezőgazdasági Kamarához, melynek tagjaként értékes tevékenységet fejtett ki a homoktalajok pillangós növényekkel való megjavítása érdekében, illetve különféle műtrágyakísérletek beállításával. Jelentős szerepe volt a tarka lucerna meghonosításában, amely a futóhomokos mezőgazdasági területek igen értékes takarmánynövényének bizonyult.
1936-ban kapcsolódott be komolyabban a hazai politikai életbe, a nemzetiszocialista mozgalom aktivistájaként; szónoki képességeivel több sikert is aratott Pest vármegye földműves népének soraiban; az 1939-ben tartott országgyűlési választáson mandátumot is szerzett a Nyilaskeresztes Párt színeiben, a Közép-Pest vármegyei választókerületben. Tagja volt a Koronatanácsnak is. 
1980-ban Henney Árpád, mint Szálasi Ferenc utódja a nemzetvezetői tisztségben, az akkor már Németországban élő Tatárt bízta meg az emigrációban élő egykori nyilasok irányításával. Tatár az egyre öregedő, belviszályoktól nem mentes mozgalmat nem tudta egységesíteni, így 1989 után nem maradt más választása, minthogy itthoni szélsőjobboldali politikusnak adja át a jogot a Szálasi nevéhez fűződő Hungarista Mozgalom szervezésére és irányítására. Feladatként határozta meg, hogy tegyék a politikát módosító tényezővé a hungarizmust Magyarországon. Tatár – több személy megvizsgálása után – végül Győrkös Istvánt találta a legalkalmasabbnak, és nevezte ki utódjának. Tatár 1995. augusztus 14-én, a németországi Markdorfban elhunyt, halálával – úgy tekinthető – lezárult a hungarista emigráció története.